# Nicholas Scott
Sir Nicholas Paul Scott (ur. 5 sierpnia 1933, zm. 6 stycznia 2005) – brytyjski polityk Partii Konserwatywnej, deputowany Izby Gmin.

## Działalność polityczna
W okresie od 31 marca 1966 do 28 lutego 1974 reprezentował okręg wyborczy Paddington South, od 10 października 1974 do 9 czerwca 1983 okręg Kensington and Chelsea Chelsea, a od 9 czerwca 1983 do 1 maja 1997 okręg wyborczy Kensington and Chelsea Chelsea w brytyjskiej Izbie Gmin. Od 1981 do 1986 był też podsekretarzem stanu, a następnie do 1987 ministrem stanu w ministerstwie ds. Irlandii Północnej w pierwszym i drugim rządzie Margaret Thatcher, a od 1987 do 1994 ministrem stanu w ministerstwie zabezpieczenia socjalnego w trzecim rządzie Margaret Thatcher oraz  pierwszym i drugim rządzie Johna Majora.